# Francesc d'Assís Argemí i Casamada
Francesc d'Assís Argemí i Casamada (Badalona, 16 d'octubre del 1822 - Vinaròs, 13 de gener del 1887) fou mestre de capella, organista, violinista i compositor català.

## Biografia
El 1829, a l'edat de set anys, ingressà com a escolà al monestir de Sant Jeroni de la Murtra (Badalona), on el seu oncle Pere Casamada era prior. Allà començà a estudiar música (orgue i contrapunt) sota la guia del pare Pau Marsal.
Arran dels successos polítics i de la crema de convents esdevinguda l'any 1835, el monestir fou desamortitzat, i Argemí hagué d'abandonar Sant Jeroni de la Murtra. Es traslladà a la capella de Santa Maria del Pi, a Barcelona, on continuà els seus estudis de composició, orgue i violí. A més, participà com a músic en diverses bandes i orquestres tocant el cornetí. El 1844 guanyà l'oposició a la mestria de Martorell de Llobregat, on exercí com a organista fins al 1852. Aquell any es traslladà a Vinaròs, on fou nomenat mestre de capella i organista, càrrecs que implicaven també la direcció de la banda municipal i la docència musical, com era habitual en terres valencianes. Hi romangué fins al 1856, i durant aquest període compongué música eclesiàstica, obres ballables i peces per a banda.
El 1862, mentre exercia com a mestre de capella i organista a Alcalà de Xivert, Jeroni Parera, organista titular de l'església de l'Assumpció de Vinaròs, proposà permutar la seva plaça amb la d'Argemí per motius de salut. El contracte es formalitzà definitivament el 12 d'abril i, per aquest, Argemí assumí les tasques d'organista de l'església, formador gratuït de músics per a la capella i la banda municipal, i professor de l'Escola Municipal de Música de Vinaròs. Romangué en el càrrec de mestre de capella i organista fins a la seva mort.
La vocació artística i musical d'Argemí continuà en les generacions següents de la seva família. El seu fill, Francesc Argemí Poy destacà com a artista, dramaturg i poeta, mentre que el seu net, Francesc d'Assís Argemí Mustich es dedicà a la pedagogia i la música, seguint la tradició del seu avi.

## Obra
Argemí fou autor de Misses, Misereres, Salms, simfonies, peces de ball i música de banda i el seu fons documental es conserva al l'Arxiu Històric de la Ciutat de Badalona.
La seva producció musical abasta tant el gènere eclesiàstic com el profà, amb una especial atenció a les seves misses, com ara les dedicades a Sant Francesc i a Sant Valentí. El seu estil va estar influenciat pel corrent musical italianista de l'època. Algunes de les seves composicions van ser posteriorment examinades i aprovades per la Comissió Censora del Bisbat de Tortosa, que les va considerar conformes als requisits establerts pel Motu Proprio.
A continuació, es presenta una selecció de les seves composicions més destacades:
- Aurora, simfonia
- Dixit, a veus mixtes i orquestra
- Magnificat, a veus mixtes i orquestra
- Missa de Glòria de l'Assumpció
- Missa de Glòria a Sant Francesc, a tres veus i orgue o orquestra
- Missa de Glòria a Sant Valent de Vinaròs, a tres veus i orgue o orquestra
- Missa de Rèquiem, a 3 veus
- Missa del Santíssim Sagrament, a tres veus i orgue
- 9 Lamentaciones de Jueves y Viernes Santos
- O sacrum convivium (1854)
- La perla, simfonia
- Rosario con violines, flauta, clarinetes y basso
- Talia, simfonia
- Versillos para la Nona del día de la Asunción, per a 4 veus mixtes